# 高約拿
高約拿（1917年1月27日—1948年5月20日），臺南廳阿公店支廳中路庄（現高雄市阿蓮區中路里）人。1940年赴日本神學院與東京音樂學校研讀神學和音樂後，回台擔任北一女中音樂教師、雙連基督長老教會聖歌隊指揮、廣播電台音樂節目主持。後因感染肺結核於1948年逝世。有作品風琴曲《祈禱》、《台灣省立第一女子中學校歌》與第一號交響詩《夏天鄉村的黃昏》。

## 生平
1917年1月27日出生於臺南廳阿公店支廳中路庄。其父高雙福與母梁緣皆為虔誠的基督教徒，因此高約拿及其手足名字皆取自聖經，並深受喜愛聖歌的母親影響。
自阿蓮公學校畢業後，高約拿進入長老教中學就讀，在就學期間對唱歌和足球頗為熱衷。並在一次踢足球受傷的療養期間，透過宮田樂隊（口琴隊）的雜誌自學口琴，經常舉辦獨奏表演，甚至在廣播電台裡演奏。
1935年，高約拿除了接受蔡培火因新竹－台中地震而發起的「新竹台中賑災義捐音樂會」邀請，與李金土、林澄沐、林秋錦、高慈美、高錦花、陳信貞、蔡淑慧等人共同巡迴演出，並在其中擔任口琴演奏的職位。同年，他也進入台南神學校為將來的神學工作做準備，在校期間也持續致力於長老教中學口琴隊指導與口琴電台演奏，本土音樂家郭芝苑即為當時長老教中學口琴隊的學生。在1939年畢業後，高約拿先後至屏東東港基督長老教會與阿蓮基督長老教會服務。
李婧慧認為，在宗教熱忱與音樂興趣的影響下，高約拿因此以宗教音樂家自我期許。所以他在1940年前往日本神學校進修後，也在1942年申請東京音樂學校的「選科」，選修管風琴與作曲。
1943年高約拿與留日藥劑師曾綉月結婚，隔年10月長女在日本誕生。
高約拿在1945年完成了日本神學校與東京音樂學校的學業，並在二次大戰結束後同妻女返台。隔年於臺北第一女子高級中學教學音樂，是該校戰後第一位音樂教師。而北一女在1946年至1953年間的校歌則由高約拿譜曲，校長胡婉如作詞共同完成。
任職北一女期間，高約拿同時舉辦音樂會與主持電台，積勞成疾，使其肺結核復發。即便有音樂界的好友透過募款購得價格高昂的抗生素治療，但高約拿仍在1948年5月20日逝世。

## 影響與評價

### 影響
本土音樂家郭芝苑1934年在台南長老教中學就讀時曾參加口琴隊，因此受到高約拿的指導，從而透過口琴開始接觸西洋音樂。

### 評價
李婧慧博士：「他（高約拿）可能是在江文也（1910-1983）之後率先以西洋作曲手法寫有管弦樂作品的台灣作曲家。」
陳皙宗牧師：「高先生確為台灣教會歷史中，一位心正直、滿有仁慈、謙卑又能幹的信仰和音樂領袖。」

## 作品
- 〈祈り〉作品第一號. No.1 1944.4.13.
- 〈阮故鄉美麗島〉
- 〈台灣省立台北第一女子中學校歌〉
- 第一號交響詩〈夏天鄉村的黃昏〉作品第三號
- 第一號交響曲《臺灣》
- 交聲曲[註 3]《追念死難軍民並祈求和平（七七祈禱文）》作品第五號（鋼琴或風琴伴奏版）
- 交聲曲《追念死難軍民並祈求和平（七七祈禱文）》（獨唱、合唱、管弦樂）[4]

## 相關研究
- 張惠妮，〈高約拿第一號交響詩《夏天鄉村的黃昏》（1947）重建紀事與樂曲解析〉，《關渡音樂學刊》第35期（2022），頁43-72。

## 腳註
1. ↑  意指推廣部。
2. ↑  曾任臺南神學院院長。陳皙宗博士就任台灣神學院院長（1968年） （页面存档备份，存于）
3. ↑  即清唱劇。